# Notheiaceae
Famille
Les Notheiaceae sont une famille d’algues brunes de l’ordre des Fucales. 

## Étymologie
Le nom vient du genre type Notheia, qui dérive du grec νόθος / nóthos, « bâtard ; hybride ». L'auteur qui a décrit ce genre ne donne aucune explication sur la raison qui lui a fait donner ce nom. Le mot grec νόθος / nóthos désigne un enfant illégitime ; le mot νοθείᾱ / notheíā exprime la naissance d'un tel enfant. Par ailleurs, le préfixe "notho-" est classiquement utilisé pour former des noms de rangs taxonomiques hybrides. Or l'algue n'est pas une hybride mais vit en épiphyte obligatoire sur une algue du genre Hormosira. On peut donc supposer que l'auteur aurait, par ce nom, voulu signifier ce caractère épiphyte, Notheia étant symboliquement considérée comme « l'enfant illégitime » de l'algue hôte Hormosira.

## Liste des genres
Selon AlgaeBase (23 août 2017) et World Register of Marine Species (23 août 2017) :
- Notheia Harvey & Bailey, 1851

## Liste d'espèces
Selon World Register of Marine Species (3 décembre 2021) :
- Notheia anomala Harvey & J.W.Bailey, 1851[2]